# Jugend (Drama)
Jugend ist ein naturalistisches Liebesdrama in drei Aufzügen. Geschrieben wurde es von dem deutschen Schriftsteller Max Halbe im Jahre 1892. Die Erstaufführung erfolgte im Jahr 1893. Das Stück diente als Vorlage für einen Film aus dem Jahr 1922 und einer Produktion von 1938.

## Entstehung
Das Drama entstand als Erinnerung an ein eigenes Liebeserlebnis in seiner Jugend (1889). Er war damals zu einem dreitägigen Besuch auf dem Pfarrhof seines Onkels und verliebte sich in seine Cousine Adele.
Am 11. April 1892 stellte Max Halbe das Drama nach zwei Monaten Arbeit schließlich fertig.

## Aufführung
Halbe reichte über ein Jahr lang vergeblich sein Drama bei verschiedenen Bühnen in Deutschland ein. Immer wieder wurde es wegen moralischen Beanstandungen abgelehnt. Schließlich war es am 23. April 1893 soweit: Im Berliner Residenztheater wurde „Jugend“ zum ersten Mal erfolgreich aufgeführt und Max Halbe wurde über Nacht berühmt.

## Inhalt

### 1. Akt
Die unehelich geborene Anne, genannt Annchen, ist nach dem frühen Tod ihrer Mutter bei ihrem Onkel, Pfarrer Hoppe, auf dessen Pfarrhof in Rosenau aufgewachsen. Annchen und ihr Onkel leben mit Annchens geistig behindertem Halbbruder Amandus und Kaplan Gregor von Schigorski zusammen. Schigorski möchte als religiöser Fanatiker Annchen dazu bewegen, die Schuld ihrer Mutter durch ein Leben im Kloster zu sühnen. Hans Hartwig, Annchens Cousin, der sich als angehender Student auf dem Weg nach Heidelberg befindet, kommt drei Tage zu Besuch auf den Hof. Hans und Annchen verlieben sich ineinander. Diese Liebe wird von Pfarrer Hoppe (noch) geduldet, von Amandus und Schigorski jedoch mit Eifersucht, Neid und Missgunst beobachtet. Hans und Annchen verbringen eine Liebesnacht miteinander. 

### 2. Akt
Amandus war Annchen in dieser Nacht heimlich nachgeschlichen und hatte beide beobachtet. Er geht danach sofort zu Schigorski um ihm davon zu berichten. Dieser wiederum erzählt es dem Pfarrer Hoppe. Hans solle nun sofort abreisen und erst nach Vollendung seines Studiums wiederkehren.

### 3. Akt
Bei der Verabschiedung zwischen Hans und Annchen erscheint Amandus um Hans zu erschießen. Annchen jedoch wirft sich dazwischen und stirbt.

## Interpretation

### Themen des Naturalismus
Max Halbe wollte eine möglichst genaue Darstellung der Wirklichkeit. In seinem Drama tauchen Umgangssprache und Sekundenstil auf. Es gibt auch Sprachdifferenzierungen zwischen den Personen um ihre Unterschiede (z. B. soziale Herkunft) kenntlich zu machen. Halbe gibt sehr ausführliche Bühnen- bzw. Regieanweisungen und beschreibt exakt die handelnden Personen, deren Kleidung, Gefühle und Körperbewegungen, die Umgebung in der sie sich befinden und sogar die Witterungsbedingungen. Es war schwierig, seine Anweisungen so genau und detailliert auf der Bühne darzustellen.
Auch der biologische Determinismus wird aufgegriffen: Annchen ist als uneheliches Kind genetisch vorbestimmt. Zukünftige Ereignisse sind durch ihre Vorbedingungen bereits eindeutig negativ festgelegt.
Pfarrer Hoppe ist Besitzer eines Hofes und unter ihm arbeitet und lebt Personal auf dem Hof. Dieses Kleinbürgertum in ländlicher Umgebung taucht als Thema immer im Naturalismus auf. Die Anzahl der handelnden Personen ist jedoch begrenzt.

### Nicht naturalistische Themen
Max Halbe setzt sich kritisch mit den bürgerlichen Konventionen und Wertvorstellungen wie Ehe oder Sex auseinander. 
Er spricht den Konflikt zwischen Triebhaftigkeit/Natur und Moral/Zwang an.
Außerdem gelingt es Halbe, authentisch die Stimmung darzustellen: die Zuschauer werden emotional berührt.
Der Schluss ist als eine Art Warnung gedacht, die Errungenschaften der modernen Industriegesellschaft zu absoluten „Heilslehren“ zu erheben.